# Hanne Mestdagh
Hanne Mestdagh (Ieper, 19 april 1993) is een Belgisch basketbalspeelster. Ze speelt als shooting guard.
Hanne is de dochter van Philip Mestdagh, basketbalcoach, en de jongere zus van Kim Mestdagh, ook een professionele basketbalspeelster.

## Carrière
Mestdagh speelde voor verschillende buitenlandse clubs in de Verenigde Staten, Duitsland, Spanje en Polen. Sinds 2023 speelt ze op amateurniveau bij SKT Ieper in Tweede Landelijke en is daar ook coach bij de jeugd en de U10-meisjes.
Van 2011 tot 2022 speelde Mestdagh 101 wedstrijden  voor het Belgisch nationaal basketbalteam, de Belgian Cats. Ze won twee bronzen medailles op de EK's van 2017 en 2021, werd vierde op het WK in 2018 en nam deel aan de Olympische Spelen van Tokio in 2021 waar de Cats op de zevende plaats eindigden. Van 2008 tot 2013 was ze ook actief bij de U16, U17, U18 en U20 nationale jeugdteams.

## Clubs
- 2011-2015:  Colorado State University
- 2015-2016:  Castors Braine
- 2016-2017:  Eisvögel USC Freiburg
- 2017-2021:  Basket Namur Capitale
- 2021-2021:  CB Spar Gran Canaria
- 2021-2021:  AZS UMCS Lublin
- 2021-2022:  Saarlouis Royals
- 2022-2023:  Kortrijk Spurs
- 2023-heden:  Basket SKT Ieper